# Novembre 1840

## Événements
- Rhône, France : crue d'automne (début novembre); débit estimé à 12 000 m³/s.

- 4 novembre : le Royaume-Uni et la Russie interviennent dans le règlement du conflit qui oppose au Liban chrétiens et druzes à l’autorité égyptienne. La flotte britannique bombarde et prend les ports de Acre et de Beyrouth. Ibrahim Pacha ne réagit pas. Le sultan prononce la déchéance de Méhémet-Ali.

- 5 novembre, France : ouverture de la session parlementaire de 1841.

- 9 novembre : François Guizot est invité à un dîner par le Lord Maire de Londres.

- 18 novembre, France : la Chambre investit le cabinet du 29 octobre.

- 22 novembre, France : nouvel attentat contre Louis-Philippe.

- 25 novembre : le commodore Napier avec une partie de l'escadre britannique de Méditerranée (commandée par Stopford) arrive devant Alexandrie et menace Méhémet Ali.

- 27 novembre : Napier signe une convention avec Méhémet Ali : il renvoie la flotte turque à Constantinople, il évacue la Syrie et garde le pachalik héréditaire de l'Égypte.
  - Méhémet Ali doit se retirer de Syrie après l’intervention européenne. Les Britanniques exilent Chihab Bachir II, à qui succède Bachir III. Les Français sont tenus à l’écart des négociations.

- 30 novembre, France :
  - à 5 heures du matin, arrive à Cherbourg la Belle Poule qui transporte les cendres de Napoléon Ier qu'accompagne le prince de Joinville;
  - Alexis de Tocqueville prononce son second grand discours sur la Question d'Orient contre le nouveau ministère, qu'il accuse d'abaisser la France.

## Naissances
- 6 novembre : Léonce Ricau, peintre français.
- 12 novembre : Auguste Rodin, sculpteur français.
- 14 novembre : Claude Monet, peintre français.
- 21 novembre : Victoria du Royaume-Uni, future impératrice Allemande.
- 22 novembre : Émile Lemoine (mort en 1912), ingénieur civil et mathématicien français.
- 24 novembre : John Alfred Brashear (mort en 1920), astronome américain et un constructeur d'instruments astronomiques.
- 30 novembre : Armand Beauvais, peintre français.

## Décès
- 27 novembre : François Jacquemin (né en 1761), peintre et conservateur de musée français.